# Hausneindorf
Hausneindorf là một đô thị thuộc huyện Harz, Sachsen-Anhalt, Đức. Đô thị Hausneindorf có diện tích 14,1 km², dân số thời điểm ngày 31 tháng 12 năm 2006 là 819 người.